# Іванов Михайло Володимирович (ватерполіст)
Іванов Михайло Володимирович (18 квітня 1958) — радянський ватерполіст.
Олімпійський чемпіон 1980 року, бронзовий призер 1988 року.
Чемпіон світу з водних видів спорту 1982 року, бронзовий призер 1986 року.
Чемпіон Європи з водного поло 1983, 1985 років, срібний призер 1981 року.